# آرثر ماكنزي دودسون
آرثر ماكنزي دودسون هو سياسي أمريكي، ولد في 1819، وتوفي في 1874.